# Rafael Yglesias
Rafael Yglesias (New York, 12 maggio 1954) è uno scrittore e sceneggiatore statunitense.

## Biografia
Nato a New York nel 1954 dagli scrittori Jose Yglesias e Helen Yglesias, vi risiede nell'Upper East Side. Interrotti gli studi presso l'Horace Mann School e la George Stevens Academy, ha esordito diciassettenne nel 1972 con il romanzo Hide Fox, and All After. Autore di altri 10 romanzi, ha ottenuto popolarità nel 1993 con Senza paura grazie alla trasposizione cinematografica ad opera del regista Peter Weir. Successivamente ha curato la sceneggiatura di diversi film oltre a lavorare per la televisione in serie televisive come Aquarius.

### Vita privata
Sposatosi con Margaret Joskow nel 1977, la coppia ha avuto due figli: Matthew e Nicholas. In seguito alla morte per cancro della prima moglie nel 2004 si è risposato con Donna Redel fino alla loro separazione nel 2014. Nel 2015 è di nuovo convolato a nozze con la scrittrice Ann Packer.

## Opere

### Romanzi
- Hide Fox, and All After (1972)
- The Work Is Innocent (1976)
- The Game Player (1978)
- Hot Properties (1986)
- Only Children (1988)
- The Murderer Next Door (1990)
- Senza paura (Fearless, 1993), Milano, Sonzogno, 1994 traduzione di Olivia Crosio ISBN 88-454-0650-4.
- Dr. Neruda's Cure for Evil (1996)
- A Happy Marriage (2009)
- The Wisdom of Perversity (2015)
- Fabulous at Fifty (2016)

## Filmografia
- Fearless - Senza paura (Fearless), regia di Peter Weir (1993) (soggetto e sceneggiatura)
- La morte e la fanciulla (Death and the Maiden), regia di Roman Polański (1994) (sceneggiatura)
- I miserabili (Les misérables), regia di Bille August (1998) (sceneggiatura)
- La vera storia di Jack lo squartatore - From Hell (From Hell), regia di Albert e Allen Hughes (2001) (sceneggiatura)
- Dark Water, regia di Walter Salles (2005) (sceneggiatura)

## Televisione
- Aquarius serie TV (2015) episodi 1x05 1x10 1x13 2x04 2x06 2x10

## Premi e riconoscimenti
- Premio Bram Stoker alla sceneggiatura: 2001 finalista con La vera storia di Jack lo squartatore - From Hell